# Buliwood
A Buliwood az Irigy Hónaljmirigy 1997-ben megjelentetett középlemeze.

## Elkészülése, fogadtatása
A lemez anyaga különböző előadók dalainak paródiáit tartalmazza. Tervezték Szikora Róbert dalának feldolgozását is, aki azonban elzárkózott ez elől. A Mahasz 1997. évi 31. heti slágerlistáján 3. helyezést ért el az album Decemberig a lemezből 23 800 darabot értékesítettek, így év végére aranylemez lett.

## Az album dalai
1. Intro
2. Four Est Gump – Balatoni ház
3. Happy End – Fekve nyomok
4. Aerosplane – Ordíts még
5. Evita C.–Copy right – Újabb őrület
6. Tinsles Wars – A csillagszórók háborognak (Xmas bonus)
7. Mixion Impossible – Hónalj edit rádióverzió
8. Outro